# 1976年夏季残疾人奥林匹克运动会波兰代表团
1976年夏季残疾人奥林匹克运动会波兰代表团是波兰派出的1976年夏季残疾人奥林匹克运动会代表团。获得24枚金牌、17枚银牌和12枚铜牌。